# Pierre Loysel
Pierre Loysel (Saint-James, 5 april 1751 – Parijs, 29 juni 1813) was prefect van het Franse departement Nedermaas in Maastricht en van het departement Po in Turijn.

## Levensloop

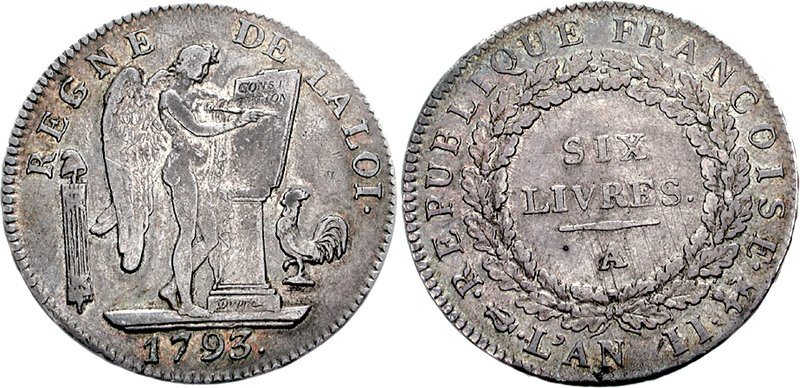
Munten van de Eerste Franse Republiek

### Arbeider en parlementslid
Loysel werkte aanvankelijk als arbeider in de glasfabriek van Saint-Gobain, gelegen in het hertogdom Normandië in het koninkrijk Frankrijk. Door zijn politieke interesses liet hij de glasfabriek voor wat het was. Na de bestorming van de Bastille (1789) maakte hij snel carrière in de lokale politiek in Chauny. Van 1791 tot 1795 nam Loysel mandaten op in de Nationale Conventie en de Assemblée Nationale, in Parijs. Hij vertegenwoordigde het departement Aisne. Als parlementslid legde hij zich toe op confiscaties van domeinen en muntkwesties. Loysel publiceerde enkele verhandelingen over het decimale stelsel en over het muntwezen. Zo was hij betrokken bij de beslissing tot de productie van koperen munten in de Eerste Republiek. Hij zetelde eveneens in de Raad van Ouden. In 1798 werd hij directeur van de Régie de l'Enregistrement et des Domaines Nationaux, een ambt met eindverantwoordelijkheid van het kadaster in Frankrijk.

### Nederlanden
In de periode 1801-1805 was Loysel werkzaam in Maastricht, als prefect van het departement Nedermaas. Hij zette zich in om de gemoederen te kalmeren na de Boerenkrijg. Tevens werd hij corresponderend lid van de Académie des Sciences aangezien hij scheikundige studies had uitgevoerd. 

### Italië
Van 1805 tot 1808 was hij prefect van het departement Po, in Noord-Italië. Zijn residentiestad was Turijn. Hij vroeg evenwel om terug naar Parijs te mogen keren. Dit mocht in 1809. 

### Muntmeester
Van 1809 tot zijn dood in 1813 was hij maître des Comptes, te vertalen als muntmeester, in het Rekenhof in Parijs. Na zijn dood (1813) ontving zijn weduwe een pensioen van 1.000 Franse frank.
- Bibsys: 14051967
- Bibliothèque nationale de France: cb13488816f (data)
- Biografisch Portaal: 82294169
- CiNii: DA16233314
- Gemeinsame Normdatei: 100655599
- Nederlandse Thesaurus van Auteursnamen: 073990493
- Istituto Centrale per il Catalogo Unico: TO0V519009
- Système universitaire de documentation: 124315712
- Virtual International Authority File: 229040244
- WorldCat: E39PBJp9q7THwmkrpCCFb4JkXd